# 南灣戲院
南灣戲院是位於澳門羅保博士街的一間已結業戲院；1964年建成，1995年結業。南灣戲院結業後，原址拆卸重建為28層高的「幸運神商業大廈」
，後大廈再改建為現時的澳門廣場。

## 歷史沿革
南灣戲院於1964年11月20日中午12時開幕，戲院僅只一個放映場，擁有一個全澳最大的60英呎弧形寬闊大銀幕。場內座位1603個，分前座、中座、後座、特等、超等五級座位，落成至結業時為澳門最大戲院；首映播放影片為西片《大展紅圖》。
其後，戲院主要播放西片和港產片。1970年代曾更新音響系統。1990年代起澳門戲院業走向衰落，南灣戲院終在1995年元旦起結業，最後播放影片為《活著》。